# Karl Christian Gottlob Sturm
Karl Christian Gottlob Sturm (in der bibliographischen Literatur irrtümlich auch Karl Christoph Gottlieb genannt); (* 30. April 1780 in Hohenleuben, Vogtland; † 18. Mai 1826 in Bonn) war ein deutscher Agrarökonom und zuletzt Professor für Kameralwissenschaften in Jena und Bonn sowie herzoglicher Hofrat.

## Leben und Wirken
Sturm studierte 1798 bis 1800 an der Universität Jena Ökonomie und Kameralwissenschaften, ab 1800 an der Bauakademie Berlin. Anschließend sammelte er insbesondere in Mecklenburg praktische Erfahrung im Bauwesen. 1807 promovierte er an der Universität Jena zum Dr. phil., erhielt noch im gleichen Jahr eine außerordentliche und 1809 eine ordentliche Professur für Ökonomie (im Sinne von Landwirtschaft) und Kameralwissenschaften an der Philosophischen Fakultät in Jena. Im Ergebnis von Studienreisen durch das Herzogtum Sachsen-Weimar-Eisenach und als Mitglied der Landes-Güterverwaltungs-Kommission kannte Sturm die landwirtschaftlichen Verhältnisse und Bedürfnisse der Region.
Durch gute Kontakte zum Herzog Karl August und dessen Protektion wurde 1814 auf dem Kammergut das „Landwirtschaftliche Institut Tiefurt“ gegründet und Sturm als Direktor ernannt. Er unterrichtete hier in den Sommersemestern und ermöglichte den Schülern eine praxisnahe Ausbildung auf den drei Kammergütern Tiefurt, Oberweimar und Lützendorf. In den Wintersemestern nahm er darauf in seinen Vorlesungen über Kameralwissenschaften an der Universität Jena starken Bezug, 1819 wechselte er an die Universität Bonn, wo er eine Professur für Landwirtschaft und Kameralwissenschaften erhielt und ab 1822 den Aufbau des Mustergutes in Poppelsdorf als Hauptteil eines neuen landwirtschaftlichen Institutes begann. Durch seinen frühen Tod wurde diese Entwicklung unterbrochen und erst 1847 mit der Höheren Landwirtschaftlichen Lehranstalt zu Poppelsdorf fortgesetzt.
Sturm gehört das Verdienst, bereits in Jena und Tiefurt eine wissenschaftlich fundierte, also akademische Ausbildung von Landwirten begonnen, die Agrarwissenschaften als eigenes Fachgebiet herausgearbeitet und den Anstoß für andere Lehrer und Einrichtungen gegeben zu haben. Er wurde 1820 in die Deutsche Akademie der Naturforscher Leopoldina aufgenommen und war herzoglich Sachsen-Coburgischer Hofrat.

## Schriften (Auswahl)
- Mineralogie der Baukunst. Chemnitz 1800
- Vorschlag zur Einführung blecherner Schornsteinröhren. Himburg, Berlin 1803; archive.org.
- Bemerkungen über einige Mängel der niederdeutschen Landbaukunst, nebst Vorschlägen dieselben zu verbessern. Himburg, Berlin 1806, online in der Google-Buchsuche
- Grundlinien einer Encyklopädie der Kameralwissenschaften. Friedrich Frommann, Jena 1807; archive.org.
- Versuch eines Cursus der bürgerlichen Baukunst. Gießen 1809
- Prospectus zu meinen Vorlesungen über die Staatshaushaltungskunde. Gießen 1809
- Lehrbuch der Kammeral-Praxis zu Vorlesungen und zum Privatgebrauche für Kammeralisten, Rechtsgelehrte und Oekonomen entworfen.
  - Erster Teil: Lehre von den Landgütern und Domainen. Cröker, Jena 1810, online in der Google-Buchsuche
  - Zweiter Teil: Lehre von der Gemeinheitstheilungen, den Regalien und Steuern. Cröker, Jena 1812, online in der Google-Buchsuche
- Jahrbücher der thüringschen Landwirthschaft. Eisenberg 1808–10, Jena 1811
- Über die Schafwolle. Jena 1812
- Ueber die wichtigsten Rassezeichen der Hausthiere. Jena 1812
- Andeutungen der wichtigsten Racenzeichen der Hausthiere. Jena 1812
- Die Viehracen auf einigen weimarischen Kammergütern. Jena 1819
- Die Viehrassen auf den großherzoglich weimarischen Kammergütern. 1820
- Lehrbuch der Landwirthschaft nach Theorie und Erfahrung bearbeitet.
 Erster Band: Ackerbau. August Schmid, Jena 1819; archive.org.
- Beiträge zur deutschen Landwirthschaft. Jena 1822–1824, 4 Bände
- Ueber Raçen, Kreuzungen und Veredlung der landwirthschaftlichen Hausthiere. Büschler, Elberfeld 1825, online bei der Bayerischen Staatsbibliothek, auch online in der Google-Buchsuche
- Über den Verfall des Bauernstandes in den meisten deutschen Staaten. Jena 1826
- als Herausgeber mit Plathner und Weber: Jahrbuch der Landwirthschaft. Jena 1819